# Maksim Purkaiev
Maksim Alexeievich Purkaiev (em russo:  Максим Алексеевич Пуркаев; Nalitovo, 14 de agosto de 1894 - Moscou, 1 de janeiro de 1953) foi um general de exército soviético.

## Biografia
Purkaiev foi recrutado pelo Exército Imperial Russo em 1915, e alcançou o posto de praporshchik antes de ingressar no Exército Vermelho em 1918. Ele se tornou um membro do Partido Comunista em 1919. Durante a Guerra Civil Russa, ele serviu como comandante de companhia e batalhão, e depois de completar o curso de treinamento de oficiais, em 1923, ele serviu como comandante de regimento (24º Divisão de Fusileiros), oficial de estado-maior e comandante de uma divisão até 1936 quando começou estudos na Academia Militar de Frunze.
A partir de 1938, Purkaiev serviu como Chefe do Estado-Maior do Distrito Militar da Bielorrússia, como adido militar soviético em Berlim, no início da Segunda Guerra Mundial em 1939, e participou do planejamento da invasão soviética da Polônia. A partir de julho de 1940, Purkaiev serviu como Chefe do Estado-Maior do Distrito Militar Especial de Kiev, e, desde o início da Guerra Soviética-Alemã, como Chefe do Estado-Maior da Frente Sudoeste (junho-julho de 1941), do 60º Exército e do 3º Exército de Choque. Em 1942-43 ele serviu como comandante da Frente de Kalinin, e, a partir de abril de 1943, da Frente do Extremo Oriente (a partir de 1945, chamada Segunda Frente do Extremo Oriente). De setembro de 1945 a janeiro de 1947, Purkaiev serviu como oficial comandante do Distrito Militar do Extremo Oriente, durante o qual foi nomeado para o Soviete Supremo da URSS (1946-1950).
A partir de junho de 1947, Purkaiev foi o Chefe do Estado-Maior e 1º Vice-Comandante das Forças do Extremo Oriente. De julho de 1952 até a sua morte, Purkaiev atuou como chefe da Diretoria de Educação Superior do Ministério da Defesa da URSS.

## Condecorações e honrarias
Maksim Purkaiev foi condecorado com duas Ordens de Lênin (incluindo uma em 14 de novembro de 1943, "Pela liderança exemplar na mobilização, formação, aquisição e treinamento de unidades e formações do Exército Vermelho"), quatro Ordens do Estandarte Vermelho, uma Ordem de Lênin, uma  Ordem de Suvorov de 1ª classe, uma Ordem de Kutuzov de 1ª classe, e numerosas medalhas.